# Élections partielles britanniques au Parlement européen
Des élections partielles au Parlement européen au Royaume-Uni ont eu lieu pendant la période où le Royaume-Uni utilisait des circonscriptions uninominal à un tour pour élire les membres du parlement européen de 1979 à 1999 : elles étaient requises lorsqu'un membre a démissionné, est décédé ou a été disqualifié. Six élections partielles ont eu lieu au cours de cette période, toutes retenues par le parti tenant.
| Circonscription     | Sortant           | Parti | Parti        | Date       | Cause     | Élu                   | Parti | Parti        |
| ------------------- | ----------------- | ----- | ------------ | ---------- | --------- | --------------------- | ----- | ------------ |
| London South West   | Shelagh Roberts   |       | Conservateur | 20.09.1979 | Invalidée | Shelagh Roberts       |       | Conservateur |
| Midlands West       | Terry Pitt        |       | Travailliste | 05.03.1987 | Décès     | John Bird             |       | Travailliste |
| Hampshire Central   | Basil de Ferranti |       | Conservateur | 15.12.1988 | Décès     | Edward Kellett-Bowman |       | Conservateur |
| Merseyside West     | Kenneth Stewart   |       | Travailliste | 12.12.1996 | Décès     | Richard Corbett       |       | Travailliste |
| Yorkshire South     | Norman West       |       | Travailliste | 07.05.1998 | Démission | Linda McAvan          |       | Travailliste |
| North East Scotland | Allan Macartney   |       | SNP          | 26.11.1998 | Décès     | Ian Hudghton          |       | SNP          |